# Lori Fung
Lori Fung (n. 21 februarie 1963, Vancouver, British Columbia, Canada) este o sportivă ce a reprezentat Canada, medaliată olimpică. A participat la o ediție a Jocurilor Olimpice (1984) în care a câștigat o medalie de aur.

## Participări
Lista de mai jos prezintă principalele competiții la care a participat Lori Fung de-a lungul carierei.
- gymnastics at the 1984 Summer Olympics – women's rhythmic individual all-around[*]